# SAMPA
SAMPA（Speech Assessment Methods Phonetic Alphabet）とは、国際音声記号（IPA）を元に作られた、コンピューター画面上に表示可能な7ビットの ASCII 文字のみで表現された音声記号である。
SAMPA は1980年代後期に欧州共同体 の「ESPRIT情報技術研究開発計画」により、6つの欧州語のために制定された。IPA からは可能な限り多くの記号が引き継がれたが、それが不可能なものについては、利用可能な別の記号群が使われる。例えば、[@] はあいまい母音の『ア』、[2] はフランス語の deux に現れる母音、そして [9] はフランス語の neuf の母音に使用することになる。
現在 SAMPA は下記の言語の全ての音声を表現できるよう、公式に改良されている。
- アラビア語
- イタリア語
- 英語
- エストニア語
- オランダ語
- 広東語
- ギリシア語
- スウェーデン語
- スコットランド語
- スペイン語
- セルボ・クロアチア語
- タイ語
- チェコ語
- デンマーク語
- ドイツ語
- トルコ語
- ノルウェー語
- ハンガリー語
- フランス語
- ブルガリア語
- ヘブライ語
- ポーランド語
- ポルトガル語
- ルーマニア語
- ロシア語

["s{mp@] という文字列は、英語での SAMPA という名称の発音を表現する。SAMPA は通常、それらが文章の一部ではなく音声記号であることを明示するために、IPA と同様、ブラケットまたはスラッシュによって囲まれる。

## SAMPA の問題点
SAMPA の表が確実に機能するのは、すでに規定された対象の言語についてのみである。言語の表は各言語間に矛盾があり、整合がとれていない。この問題の解決法は、SAMPA を、一般的な IPA の ASCII 文字での表現として使わないことである。この問題を解決するために X-SAMPA が作られた。これは言語特有の相違点を持たないただ一つの表を提供する。